# John Richard Bond
John Richard Bond (né en 1950 à Toronto, Ontario), également connu sous le nom de J. Richard Bond, est un astrophysicien et cosmologiste canadien.

## Biographie
Bond obtient son baccalauréat en 1973 de l'Université de Toronto et son doctorat en physique théorique en 1979 de Caltech sous la supervision de William Fowler. Depuis 1985, il est professeur à l’Institut canadien d'astrophysique théorique (CITA) et à l’Université de Toronto. Il occupe le poste de directeur du CITA pendant deux mandats de cinq ans (1996-2006) et, depuis 2002, il est directeur du programme de cosmologie et de gravité de l'Institut canadien de recherches avancées (ICRA).
Le travail le plus connu de Bond concerne la modélisation théorique des anisotropies du rayonnement de fond cosmique. Depuis les années 1990, des mesures de plus en plus détaillées de ces anisotropies permettent à ces modèles théoriques de constituer une base pour comprendre les fondements de la cosmologie contemporaine et l’évolution de la structure cosmique.

## Récompenses
- Space award 1969
- Prix Steacie 1989
- 1996 Membre de la Société royale du Canada
- Prix Beals 1996, Société canadienne d'astronomie
- Prix CAP-CRM 1998 de physique théorique et mathématique [3]
- 2001 Membre de la Royal Society
- Prix Dannie-Heineman d'astrophysique 2002
- Officier de l'Ordre du Canada 2005
- Médaille d'or Gerhard-Herzberg en sciences et en génie du Canada 2006
- Prix Killam 2007
- Prix Peter-Gruber de cosmologie 2008[4]
- Médaille Henry Marshall Tory 2009
- 2020 Élu Legacy Fellow de l'Union américaine d'astronomie en 2020[5]
- Prix Shaw d'astronomie 2025